# Coelichneumon nigratus
Coelichneumon nigratus är en stekelart som först beskrevs av Berthoumieu 1894.  Coelichneumon nigratus ingår i släktet Coelichneumon och familjen brokparasitsteklar. Inga underarter finns listade i Catalogue of Life.